# Gabriel Sarrazin
 (janvier 2018).
Gabriel Sarrazin est un écrivain français né le 18 septembre 1853 à Laval et décédé le 15 décembre 1935 à Meyzieu.

## Biographie
Après des études qui lui valent en rhétorique un premier prix d'histoire au Concours général des départements (1869), et un accessit d'histoire au concours général de Paris (1870), il revient à Caen, où son père exerçait les fonctions d'économe du Lycée de Caen.
Il effectue son droit jusqu'en 1875 et est reçu licencié en droit en 1877. Il passe en Angleterre les années 1878-1879 et s'y éprend de la poésie anglaise ce qui eut une grande influence sur sa carrière littéraire. Après une année passée en Allemagne, il rentre en France où il publia: « Poètes modernes de l'Angleterre », Ollendorf, 1885, contenant six essais: « Landor »; « Les Cenci de Shelley » ; « Keats » ; « Elisabeth Browning »; « Rossetti » et « Swinburne ». Le second volume des « Poètes modernes de l'Angleterre », paraît en 1890 et contient six essais : « Shelley » ; « Wordsworth » ; « Coleridge » ; « Tennyson » ; « Robert Browning » et « Walt Whitman ».
Il a collaboré à la Revue contemporaine, à la Revue indépendante, à la Jeune France, au Monde poétique et à la Nouvelle Revue. En Angleterre, il a collaboré à l' Athenoeum.
Dans les années 1920, il préside la Société des écrivains de province, fondée à Bordeaux pendant la Première Guerre mondiale, qui publie un journal, La Revue provinciale, et crée en 1925 l'Académie des Dix.
L’Académie française lui décerne le prix Bordin en 1890, le prix Marcelin Guérin en 1906, le prix Xavier Marmier en 1912 et le prix d’Académie en 1931.

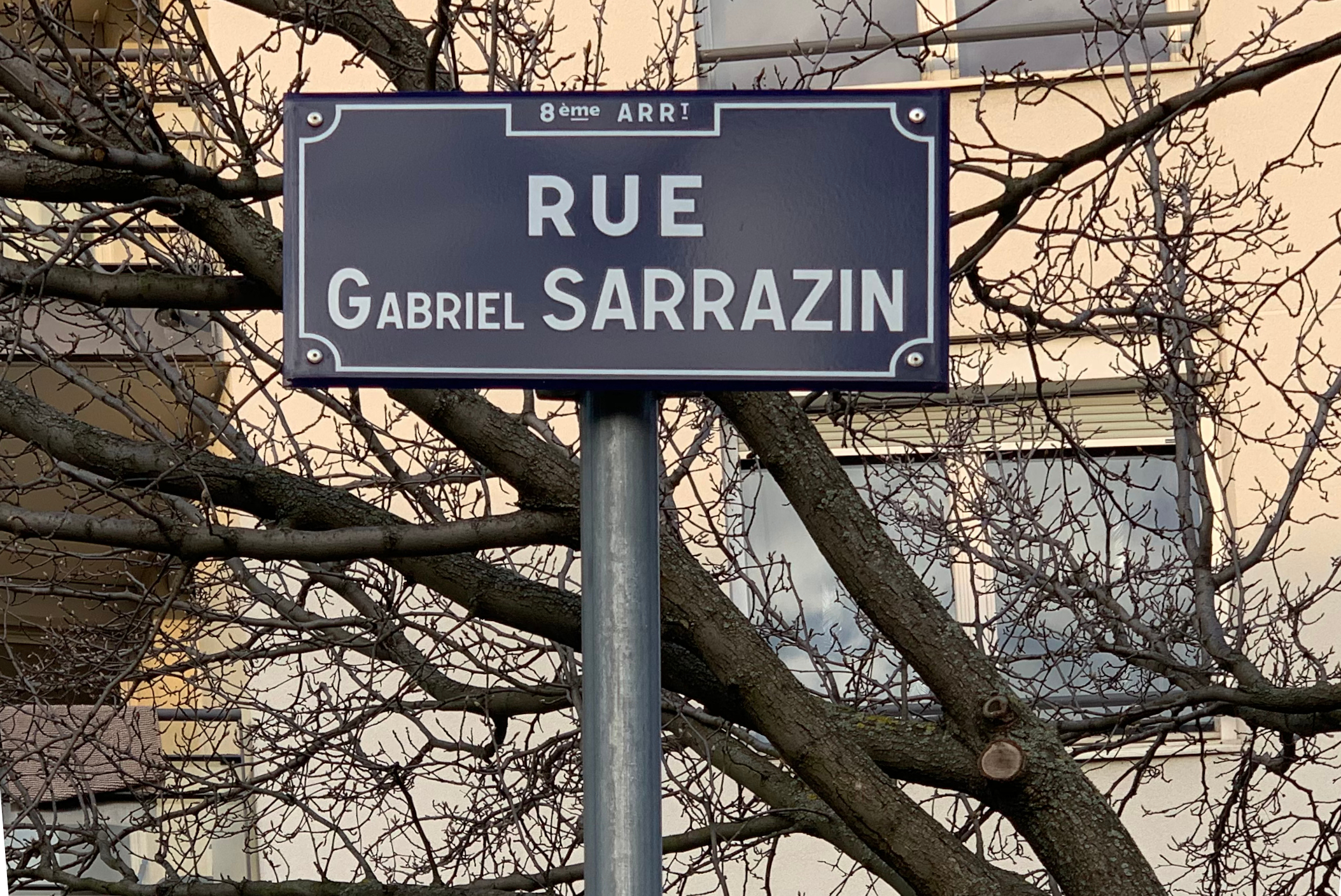
Panneau de la rue Gabriel Sarrazin à Lyon.

Il y a une rue Gabriel Sarrazin à Lyon (8e arrondissement).

## Sources
- Angelo De Gubernatis, Dictionnaire international des écrivains du jour. , L. Niccolai (Florence)